# Christophe (zanger)
Christophe, pseudoniem van Daniel Bevilacqua (Juvisy-sur-Orge, 13 oktober 1945 – Brest, 16 april 2020), was een Franse singer-songwriter en muzikant van Italiaanse afkomst. Zijn bekendste nummers zijn Aline, Les Marionnettes en Les mots bleus.

## Discografie
- 1965: Aline
- 1965: Les Marionnettes
- 1966: J'ai entendu la mer
- 1967: Excusez-moi Monsieur le Professeur
- 1973: Les Paradis perdus
- 1974: Les mots bleus
- 1978: Le Beau Bizarre
- 1996: Bevilacqua
- 2001: Comm'si la terre penchait...
- 2008: Aimer ce que nous sommes
- 2013: Paradis retrouvé
- 2014: Intime
- 2016: Les Vestiges du Chaos